# Храм Милосердия Божия (Вильнюс)
Храм Милосе́рдия Бо́жия (лит. Dievo Gailestingumo šventovė) в Вильнюсе — римско-католический неприходской костёл Вильнюсского деканата в Старом городе. Службы на литовском и на польском языках. Адрес: улица Доминикону, 12 (Dominikonų g. 12).
Храм является охраняемым государством объектом культурного наследия национального значения; код в Регистре культурных ценностей Литовской Республики 1040.

## История
Католический храм в готическом стиле с трёхстенной апсидой в направлении юго-востока, первоначально во имя Святой Троицы, был построен на улице Доминиканской в конце XV века или в начале XVI века. При храме с середины XVI века действовала больница. В храме и больнице служили монахи доминиканцы. В 1684 году на содержание больницы и храма было передано управление несколькими домами и земельными участками. Здание перестраивалось после пожаров в 1748—1749 годах, при этом изменилась его ориентация: при перестройке в направлении северо-востока были выстроены новый пресвитерий и ризница, а на месте прежней готической апсиды — возведены две башни и сооружён портал.
В XVIII веке и в начале XIX века костёл принадлежал Главной виленской школе (Виленскому университету). Священником здесь в 1781—1804 годах был Мартин Почобут, известный астроном и ректор Главной виленской школы.
В 1821 году российские власти переделали костёл в православную Благовещенскую церковь. По её названию и улица Доминиканская, вместе с улицей Ивановской (Святоянской, ныне Швянто Йоно), по распоряжению генерал-губернатора М. Н. Муравьёва, была в 1864 году переименована в Благовещенскую и так называлась до 1915 года.
В 1846—1848 годах здание перестраивалось в «русско-византийском стиле». Существенным переделкам был подвергнут интерьер церкви.
В 1919 или 1920 году храм был возвращён католической церкви. В 1946—1947 годах в костёле служил священник Михал Сопоцько, духовник сестры Конгрегации Божьей Матери Милосердия Фаустины Ковальской (причисленной к лику святых в 2000 году).
Здание, национализированное советскими властями после Второй мировой войны, на протяжении 1948—2004 годов несколько раз меняло своё назначение. Одно время в нём был спортивный зал общества «Спартак», поздне — «Жальгирис».
В 1968 году обвалилась часть фасада, выходящего на улицу. По проекту архитектора Дангуоле Чяпене на старых фундаментах в 1971 году была восстановлена трёхстенная готическая апсида. После реставрации здание было передано тресту реставрации памятников.

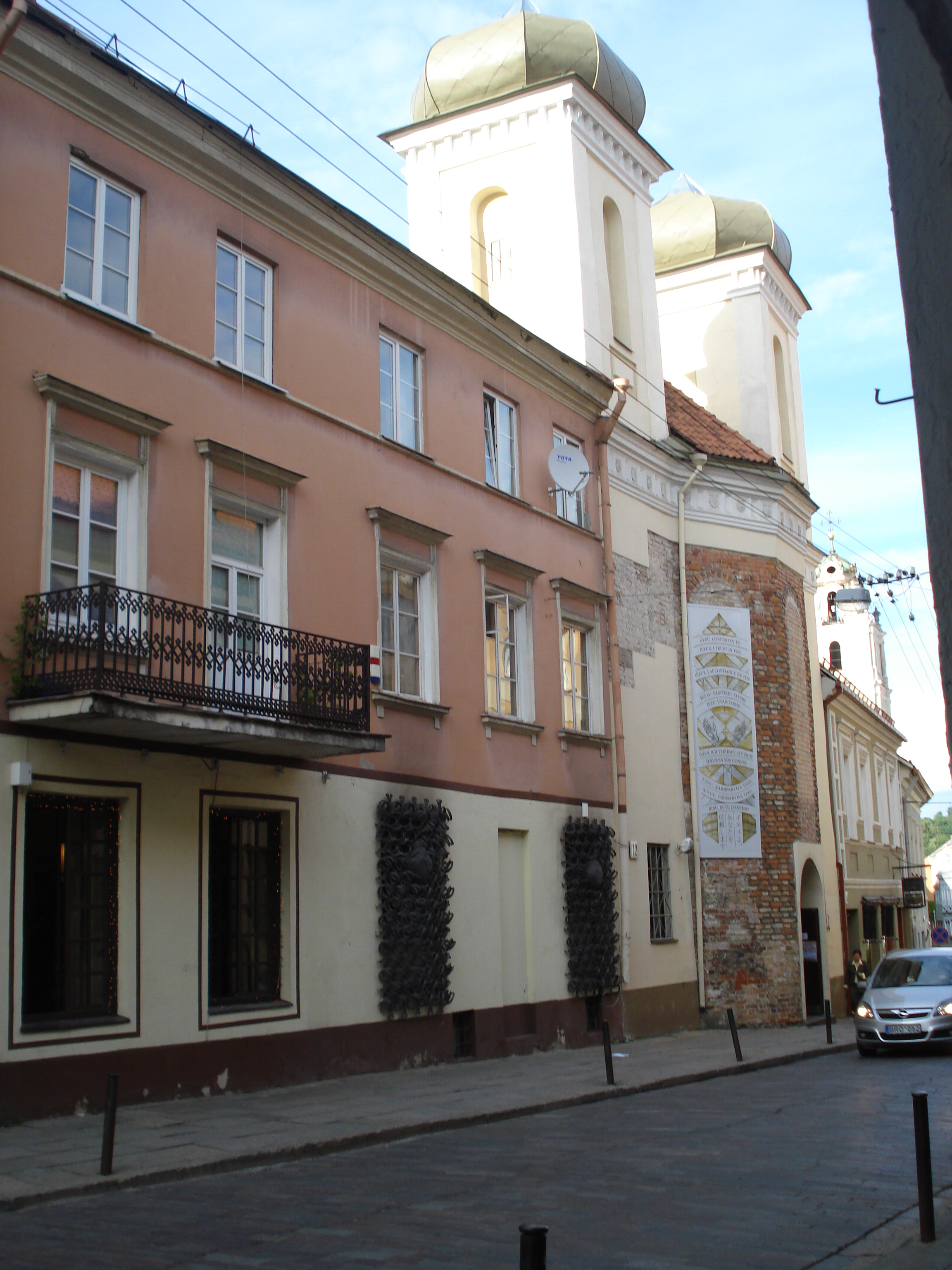
Вид с западной части Доминикону
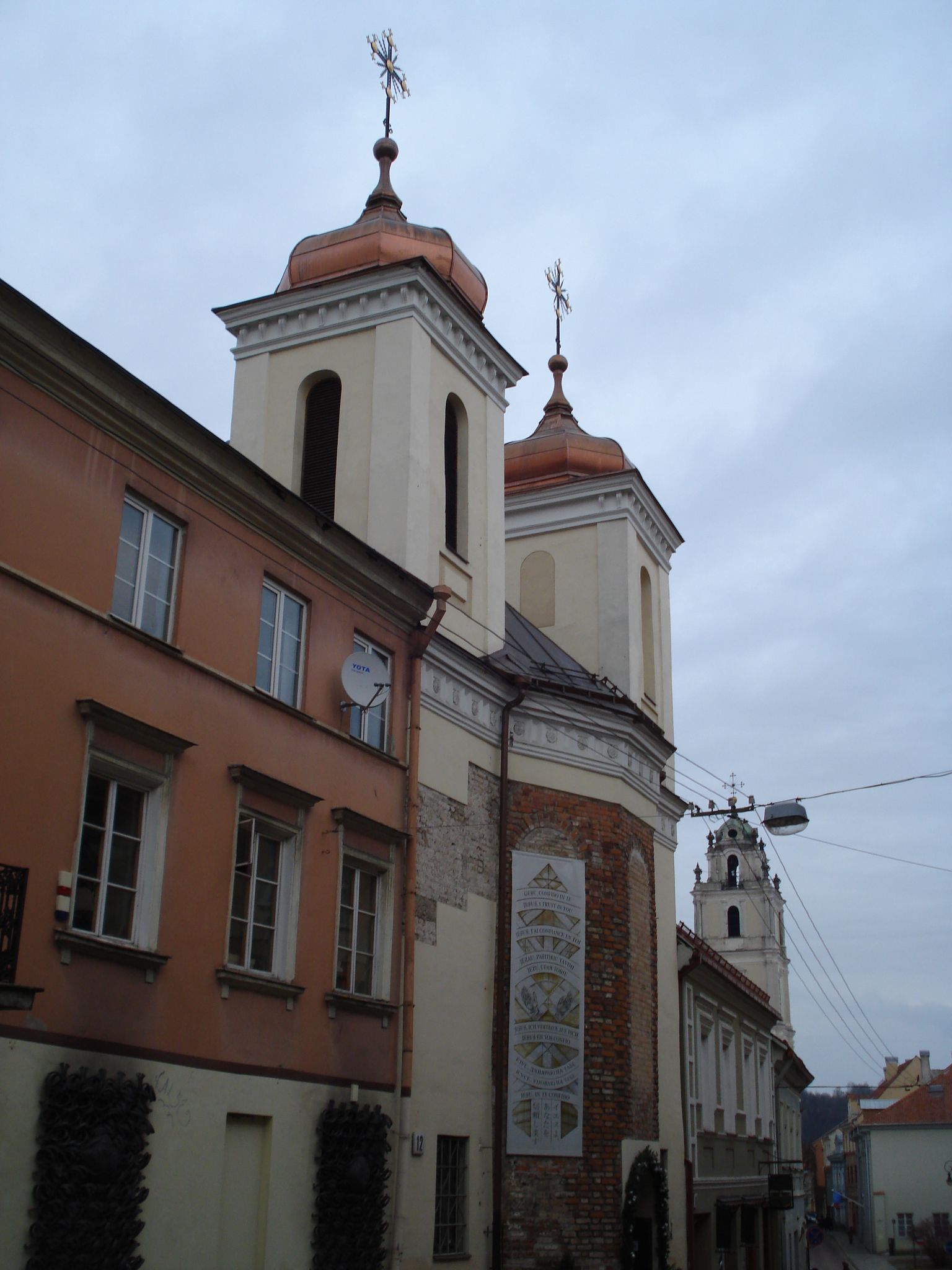
Храм с новыми куполами
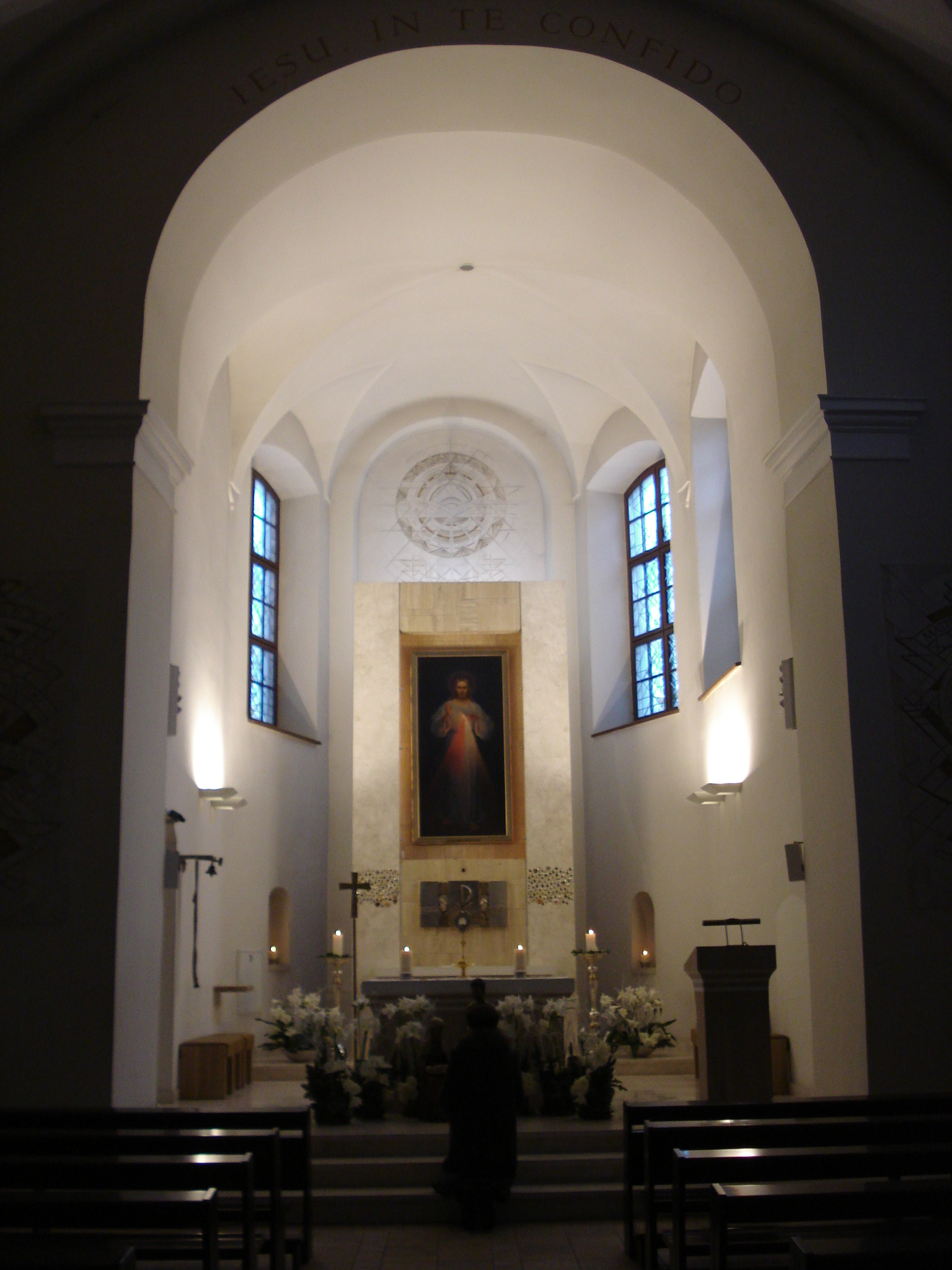
Алтарь и образ Божия Милосердия

В 1998 году была проведена реставрация по проекту архитектора реставратора Алины Самукене. В 2004 году здание было возвращено католической церкви. На Пасху 2004 года храм Милосердия Божия был освящён архиепископом митрополитом вильнюсским, кардиналом Аудрисом Юозасом Бачкисом. В ноябре 2008 года на башни храма были подняты новые медные купола и на них установлены кресты.
В 2010 году проведены реставрационные работы по проекту архитектора Рамунаса Буйткуса.

## Архитектура

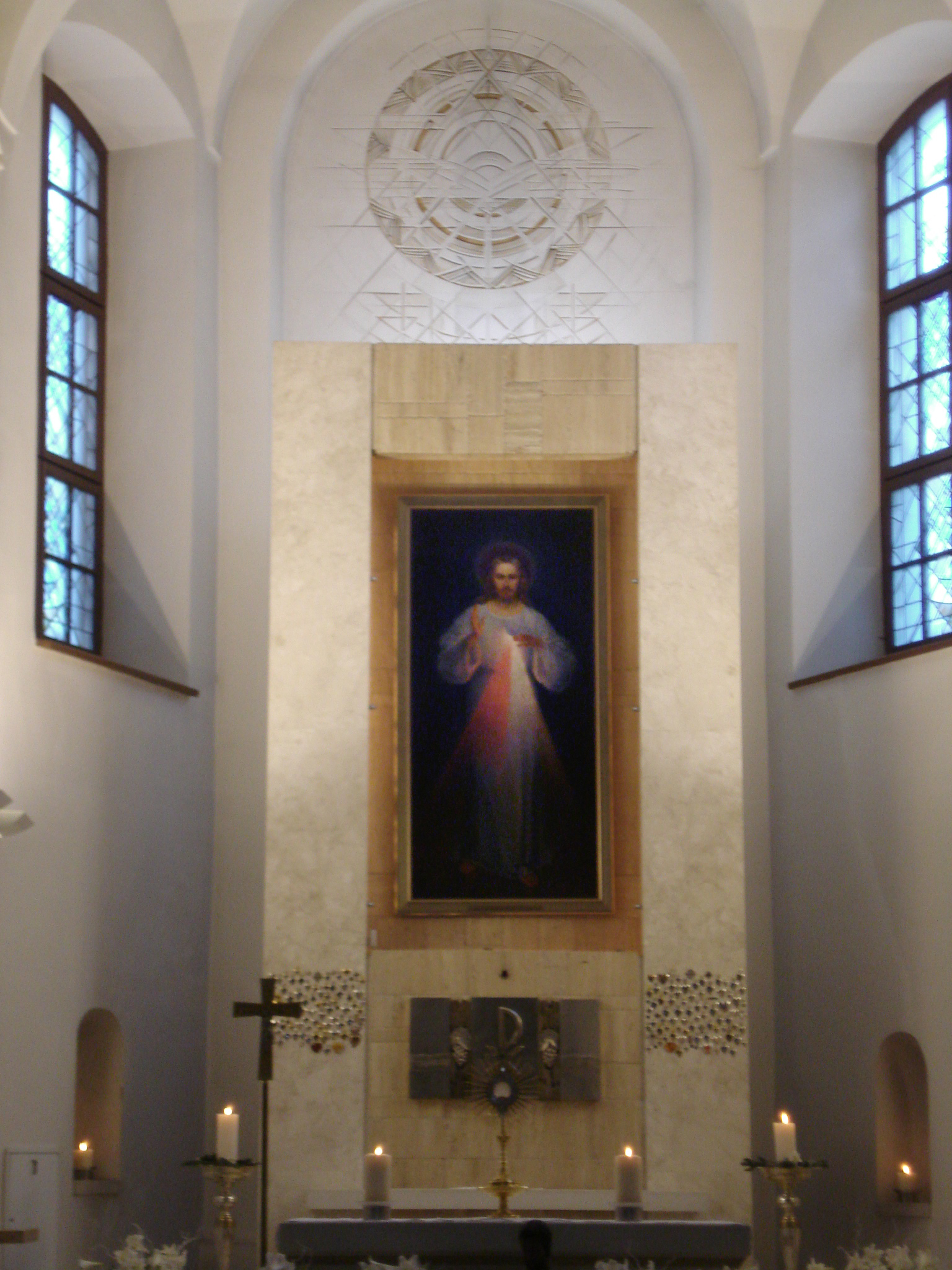
«Иисус, уповаю на Тебя»

Несмотря на многократные переделки, храм сохранил элементы архитектуры готики, барокко и классицизма. Однонефный храм отличается двумя апсидами. Храм однонефный, с двумя апсидами в двух его концах. На улицу Доминикону выходит трёхстенная готическая апсида из красного кирпича, расположенная между двумя невысокими башнями.
Авторы фрески на северном фронтоне, сграффито интерьера и витражей — художница Нийоле Вилутите, мозаики портала над входом — Альбинас Дягутис.

## «Иисус, уповаю на Тебя»
Главная реликвия храма в центральном алтаре — чудотворный образ Иисуса Милосердного («Иисус, уповаю на Тебя»), написанный художником Эугениушом Казимировским в 1934 году по указаниям монахини Фаустины Ковальской, которой этот образ явился в видении. Образ представляет Иисуса в белых одеяниях, стоящего с вознесённой в благословляющем жесте правой рукой и с левой рукой, указывающей на сердце; из сердца исходят вниз красный и голубой лучи.
В 1935 году образ был впервые выставлен для почитания в часовне Острой брамы. В 1937 году он был помещён в костёле Святого Архангела Михаила у большого алтаря. В 1948 году костёл был закрыт; утварь храма и инвентарь упразднённого монастыря бернардинок были перевезены в храм Святого Духа и свалены в коридоре бывшего доминиканского монастыря. 
Перенос образа по распоряжению кардинала Аудриса Юозаса Бачкиса из расположенного неподалёку костёла Святого Духа, где он находился до того, в 2005 году вызвал протесты верующих польской национальности.